# Ton Steine Scherben
Ton Steine Scherben je německá rocková skupina. Byla založena v roce 1970 v západním Berlíně. Název znamená „hlína kameny střepina“ a je založen na slovní hříčce – Ton znamená v němčině „tón“ i „jíl“. Podle členů skupiny je název inspirován vzpomínkami archeologa Heinricha Schliemanna.
Jejich hudební styl vycházel z folk rocku a blues rocku, agresivní image skupiny doprovázený mediálními skandály předjímal nástup punku. Patřili k prvním německým rockerům, kteří dávali přednost mateřskému jazyku před angličtinou. Skupina se k hlásila k radikální levici, podporovala squatting, práva homosexuálů a legalizaci drog. Pro své názory byli Ton Steine Scherben odmítáni velkými nahrávacími společnostmi a vydávali desky pod vlastní značkou David Volksmund Produktion.
Skupina ukončila činnost v roce 1985. V srpnu 1996 zemřel její frontman Rio Reiser (vlastním jménem Ralph Möbius). V roce 2012 kytarista RPS Lanrue (vlastním jménem Ralph Peter Steitz) oznámil obnovení skupiny a v roce 2014 absolvovala nová sestava Ton Steine Scherben turné po Německu. V roce 2017 vydali společné album Radio für Millionen s písničkářem Gymmickem.

## Diskografie
- 1971: Warum geht es mir so dreckig?
- 1972: Keine Macht für Niemand
- 1975: Wenn die Nacht am tiefsten …
- 1981: IV (Die Schwarze)
- 1983: Scherben